# Soyers
Soyers est une commune française située dans le département de la Haute-Marne, en région Grand Est.

## Géographie
La commune de Soyers est située à mi-chemin (12 km) de la station thermale de Bourbonne-les-Bains et du haut-lieu de la vannerie Fayl-Billot.
Soyers se trouve en Apance-Amance, micro-région naturelle de plateaux fortement boisés, dont les belles vallées prairiales sont valorisées par l'élevage.
Assez proche du premier parc national de forêts en feuillus de plaine créé en novembre 2019 aux confins de la Bourgogne et de la Champagne, Soyers est située à 30 minutes de la gare TGV de Culmont-Chalindrey, 45 minutes de la cité médiévale de Langres et 1 heure de Dijon.
Soyers est une commune rurale typique caractérisée par la diversité de ses milieux: elle est composée d'un plateau vallonné au bord duquel est situé le village, de coteaux formés par les versants du plateau anciennement recouverts de vignobles et des vallées du Malpertuis et du Marquelon.
Soyers présente le plan d'un "village-rue" de type lorrain: toutes les maisons ont leur façade principale sur la rue, dont elles sont séparées par des "usoirs" où l'on stockait autrefois tas de bois et fumier. À l'arrière des maisons, jardins potagers et vergers occupent des parcelles dont on distingue encore nettement la forme ancienne étroite et allongée.
La superficie de la commune est de 6 km2 et son altitude varie entre 243 et 423 mètres (le repère de nivellement scellé au niveau du porche de l'église au milieu du village indique 326 mètres). Grâce à cette situation privilégiée, le vignoble a pu se développer sur plusieurs dizaines d'hectares au XIXe siècle, avant de péricliter avec la crise du phylloxéra.
Soyers est bâti sur la glaise. Le sol appartient au terrain keupérien.
| Chézeaux |        | Voisey     |
|          | Soyers |            |
| Anrosey  |        | Guyonvelle |

### Hydrographie
La commune est dans le bassin versant de la Saône au sein du bassin Rhône-Méditerranée-Corse. Elle est drainée par le ruisseau des Côtes et le ruisseau du Marquelon.

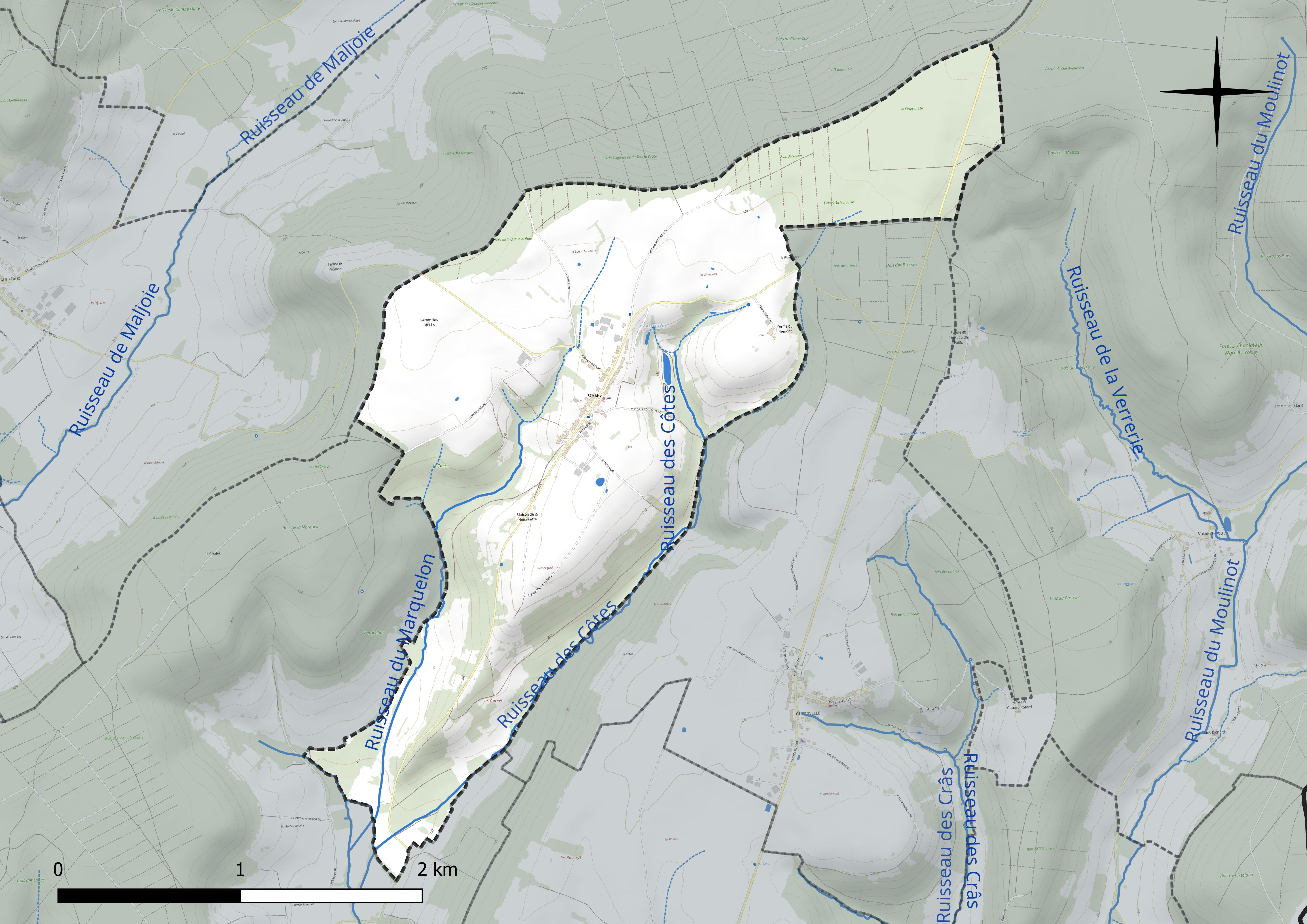
Réseau hydrographique de Soyers.

### Climat
Pour des articles plus généraux, voir Climat du Grand Est et Climat de la Haute-Marne.
En 2010, le climat de la commune est de type climat des marges montargnardes, selon une étude du Centre national de la recherche scientifique s'appuyant sur une série de données couvrant la période 1971-2000. En 2020, Météo-France publie une typologie des climats de la France métropolitaine dans laquelle la commune est exposée à un climat océanique altéré et est dans la région climatique  Lorraine, plateau de Langres, Morvan, caractérisée par un hiver rude (1,5 °C), des vents modérés et des brouillards fréquents en automne et hiver. 
Pour la période 1971-2000, la température annuelle moyenne est de 9,7 °C, avec une amplitude thermique annuelle de 16,9 °C. Le cumul annuel moyen de précipitations est de 1 002 mm, avec 12,9 jours de précipitations en janvier et 9 jours en juillet. Pour la période 1991-2020, la température moyenne annuelle observée sur la station météorologique de Météo-France la plus proche, « Fayl-Billot_sapc », sur la commune de Fayl-Billot à 12 km à vol d'oiseau, est de 10,5 °C et le cumul annuel moyen de précipitations est de 995,6 mm. 
La température maximale relevée sur cette station est de 38,5 °C, atteinte le 25 juillet 2019 ; la température minimale est de −16,1 °C, atteinte le 24 décembre 2001,,. 
Les paramètres climatiques de la commune ont été estimés pour le milieu du siècle (2041-2070) selon différents scénarios d'émission de gaz à effet de serre à partir des nouvelles projections climatiques de référence DRIAS-2020. Ils sont consultables sur un site dédié publié par Météo-France en novembre 2022.

## Urbanisme

### Typologie
Au 1er janvier 2024, Soyers est catégorisée commune rurale à habitat très dispersé, selon la nouvelle grille communale de densité à sept niveaux définie par l'Insee en 2022.
Elle est située hors unité urbaine et hors attraction des villes,.

### Occupation des sols
L'occupation des sols de la commune, telle qu'elle ressort de la base de données européenne d’occupation biophysique des sols Corine Land Cover (CLC), est marquée par l'importance des territoires agricoles (60,3 % en 2018), une proportion identique à celle de 1990 (60,3 %). La répartition détaillée en 2018 est la suivante : 
prairies (41,2 %), forêts (39,7 %), terres arables (14,6 %), zones agricoles hétérogènes (4,6 %). L'évolution de l’occupation des sols de la commune et de ses infrastructures peut être observée sur les différentes représentations cartographiques du territoire : la carte de Cassini (XVIIIe siècle), la carte d'état-major (1820-1866) et les cartes ou photos aériennes de l'IGN pour la période actuelle (1950 à aujourd'hui).

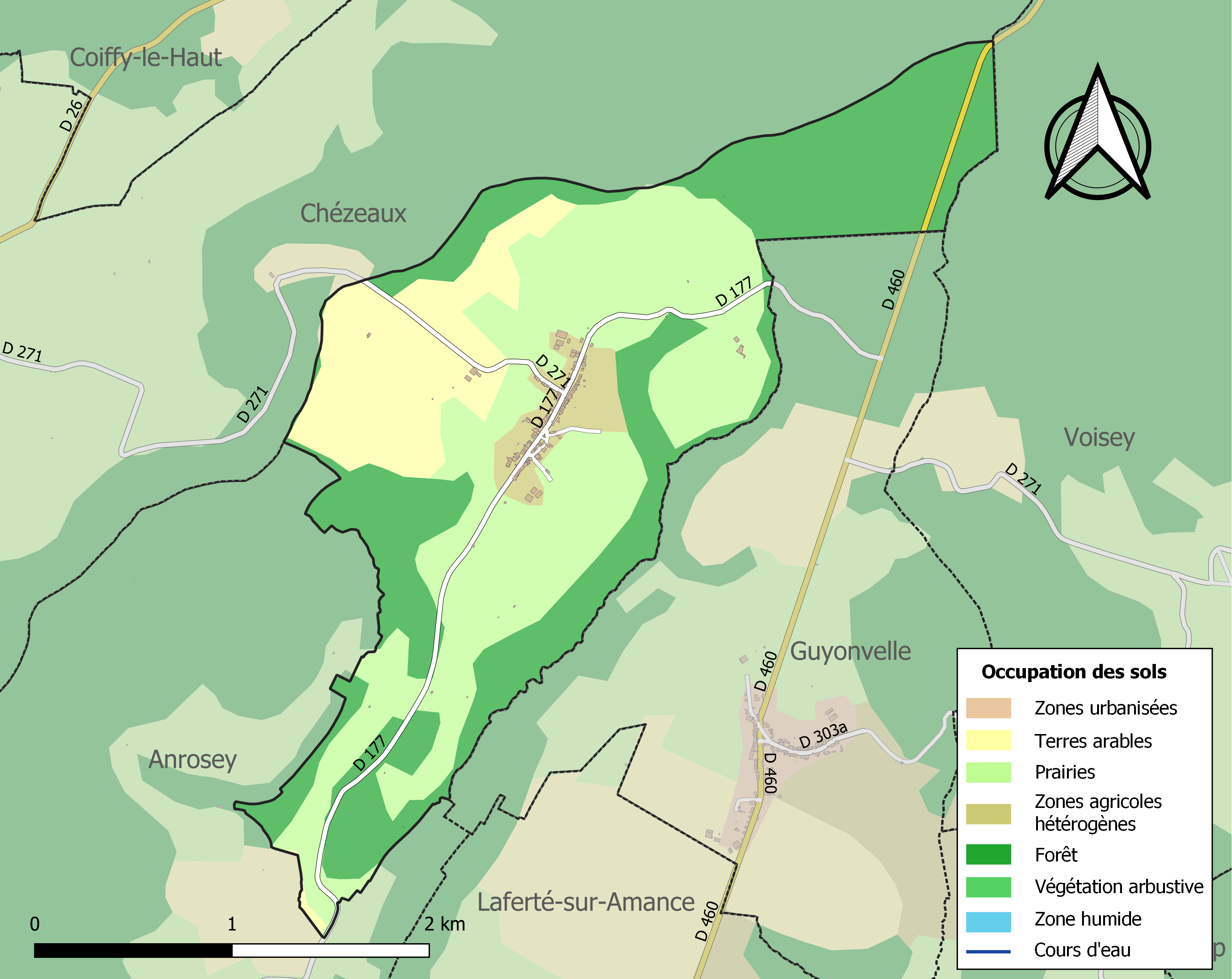
Carte des infrastructures et de l'occupation des sols de la commune en 2018 (CLC).

## Histoire
Le passé monastique de Soyers est d'autant plus difficile à reconstituer que le toponyme de l'ancien prieuré bénédictin, de fondation très ancienne, varie selon les époques et les circonstances : prieuré de Laferté-sur-Amance ou Prieuré de Soyers.
Selon l'abbé Foissey, il fut fondé entre 1136 et 1201, date à laquelle il faisait partie des six prieurés dépendant de l'abbaye de Luxeuil confirmés par l'empereur Philippe de Souabe. Le prieuré était désigné alternativement par les toponymes des deux villages voisins, fait assez exceptionnel qui ne peut s'expliquer vraiment que par l'existence parallèle de terres et de revenus dans les deux villages… ou par un déplacement historique à la suite de la destruction des bâtiments du prieuré à Laferté.
L'établissement cessa d'être conventuel bien avant la fin du Moyen Âge pour devenir un bénéfice de l'abbaye Saint-Pierre-et-Saint-Paul de Luxeuil. Trente-trois prieurs se sont succédé au prieuré, et notamment les Milleton (1666-1760), famille de prieurs d'oncles à neveux, entre autres chanoines des cathédrales d'Autun et de Langres, et Joseph-Michel de Laulanhier (1761-1789), évêque in partibus d'Égée.
Au XVIIIe siècle, les cordeliers des Thons desservaient de temps en temps le sanctuaire prioral et paroissial, à titre de remplaçants.
Pendant l'Ancien Régime, Soyers relevait de la généralité de Champagne, du bailliage et de l'élection de Langres et de la prévôté de Coiffy. Le prieur était seigneur du village et nommait à la cure (les prieurs étaient souvent supérieurs d'un autre monastère).
Le prieuré de Soyers a été vendu comme bien national en 1791 au régisseur du prieuré, avant de finalement revenir par mariage à la famille du peintre Ziegler, dans laquelle il restera jusqu'à la fin du XIXe siècle.
Au début du XIXe siècle, le village était particulièrement réputé pour son vignoble, et notamment pour son vin blanc mousseux naturel.
De la chaux sulfatée fibreuse, d'une blancheur éclatante, était également exploitée en contrebas du village au XIXe siècle (cf. l'ancien moulin de gypse).

## Politique et administration

### Liste des maires
| Période                                  | Période  | Identité                          | Étiquette | Qualité |
| ---------------------------------------- | -------- | --------------------------------- | --------- | ------- |
| Les données manquantes sont à compléter. |          |                                   |           |         |
| An 10                                    |          | Nicolas Roger                     |           |         |
| en 1806                                  |          | Jean Gilbert                      |           |         |
| jusqu'en 1830                            |          | Jean Jacques Ziegler (père)       |           |         |
| en 1835                                  |          | Jean Jacques Ziegler (fils)       |           |         |
| en 1873                                  |          | Pierre Felix Ziegler (petit-fils) |           |         |
| en 1884                                  | 1905     | Auguste Piquée                    |           |         |
| 1977                                     | 1995     | André Bredelet-Colin              |           |         |
| 1995                                     | 2001     | Jacques Michel                    |           |         |
| 2001                                     | En cours | Bernard Bredelet                  | DVD       |         |

## Population et société

### Démographie
L'évolution du nombre d'habitants est connue à travers les recensements de la population effectués dans la commune depuis 1793. Pour les communes de moins de 10 000 habitants, une enquête de recensement portant sur toute la population est réalisée tous les cinq ans, les populations de référence des années intermédiaires étant quant à elles estimées par interpolation ou extrapolation. Pour la commune, le premier recensement exhaustif entrant dans le cadre du nouveau dispositif a été réalisé en 2004.

En 2022, la commune comptait 68 habitants, en évolution de +15,25 % par rapport à 2016 (Haute-Marne : −4,62 %, France hors Mayotte : +2,11 %).
| 1793 | 1800 | 1806 | 1821 | 1831 | 1836 | 1841 | 1846 | 1851 |
| ---- | ---- | ---- | ---- | ---- | ---- | ---- | ---- | ---- |
| 418  | 418  | 484  | 476  | 464  | 513  | 500  | 498  | 531  |

| 1856 | 1861 | 1866 | 1872 | 1876 | 1881 | 1886 | 1891 | 1896 |
| ---- | ---- | ---- | ---- | ---- | ---- | ---- | ---- | ---- |
| 464  | 503  | 503  | 481  | 427  | 410  | 420  | 367  | 314  |

| 1901 | 1906 | 1911 | 1921 | 1926 | 1931 | 1936 | 1946 | 1954 |
| ---- | ---- | ---- | ---- | ---- | ---- | ---- | ---- | ---- |
| 310  | 292  | 274  | 238  | 211  | 211  | 176  | 180  | 145  |

| 1962 | 1968 | 1975 | 1982 | 1990 | 1999 | 2004 | 2006 | 2009 |
| ---- | ---- | ---- | ---- | ---- | ---- | ---- | ---- | ---- |
| 127  | 104  | 82   | 74   | 74   | 90   | 88   | 80   | 78   |

| 2014 | 2019 | 2022 | - | - | - | - | - | - |
| ---- | ---- | ---- | - | - | - | - | - | - |
| 62   | 68   | 68   | - | - | - | - | - | - |

## Économie

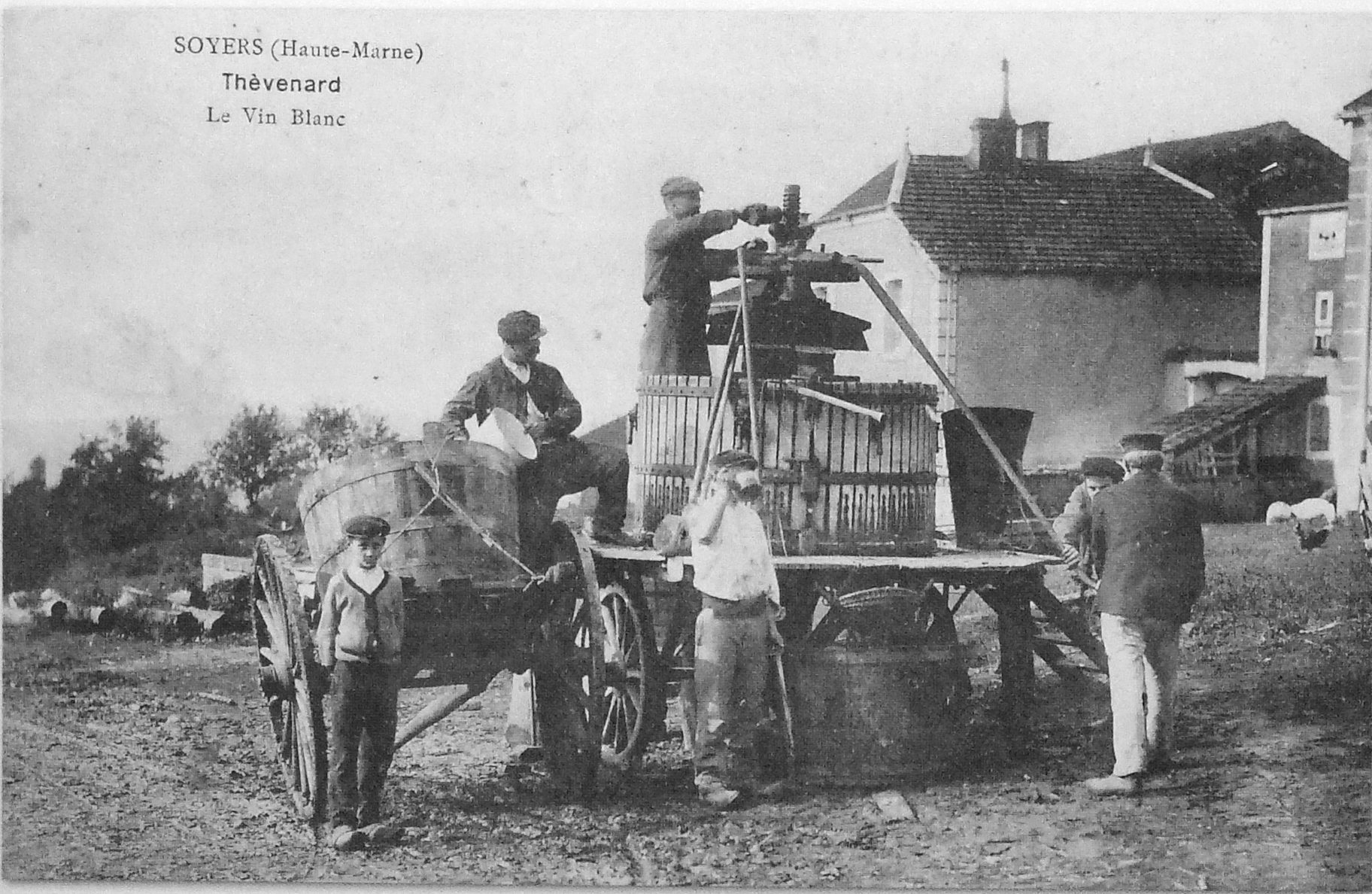
Pressoir itinérant à Soyers

Le village compte plusieurs fermes tournées vers l'élevage et la sylviculture.
Soyers a récemment obtenu les labels de "Village étoilé" (3 étoiles) et "Commune Nature" (3 libellules).
Le village, qui comptait plus de 500 habitants au XIXe siècle, était réputé pour son vin blanc mousseux et ses carrières de gypse.
Plusieurs coteaux, pieds de vigne, pressoirs et tonneaux témoignent encore de ce riche passé viticole.

## Culture locale et patrimoine

### Lieux et monuments
- L'église, de plan basilical et dédiée à saint Valbert (abbé de Luxeuil au VIIe siècle), serait, de par sa nef en moellons du XIIe siècle, le plus vieil édifice religieux du pays de Laferté-sur-Amance. Le chœur rectangulaire, en pierre de taille, peut être daté de la fin du XVe/du début du XVIe siècle. La juxtaposition d'un chœur contre une nef antérieure est assez rare pour être notée (on peut supposer qu'au Moyen Âge, l'édifice ne comprenait que la nef actuelle dont l'extrémité orientale servait de chœur; considérée comme trop exiguë, on y aurait accolé un chœur à la fin du Moyen Âge dont la charge revenait au clergé)[26]. La nef est précédée d'un clocher-porche: la porte en plein-cintre est encadrée de pilastres toscans dont les chapiteaux portent la date de 1764, et l'ensemble est surmonté d'un fronton triangulaire et d'une petite niche. On notera aussi la présence d'une armoire eucharistique de style gothique dans le mur du chevet contemporaine de sa construction. Cette ouverture circulaire, ancêtre du tabernacle, assez fréquente dans le diocèse de Langres, permettait de voir le Saint-Sacrement de l'extérieur[1].

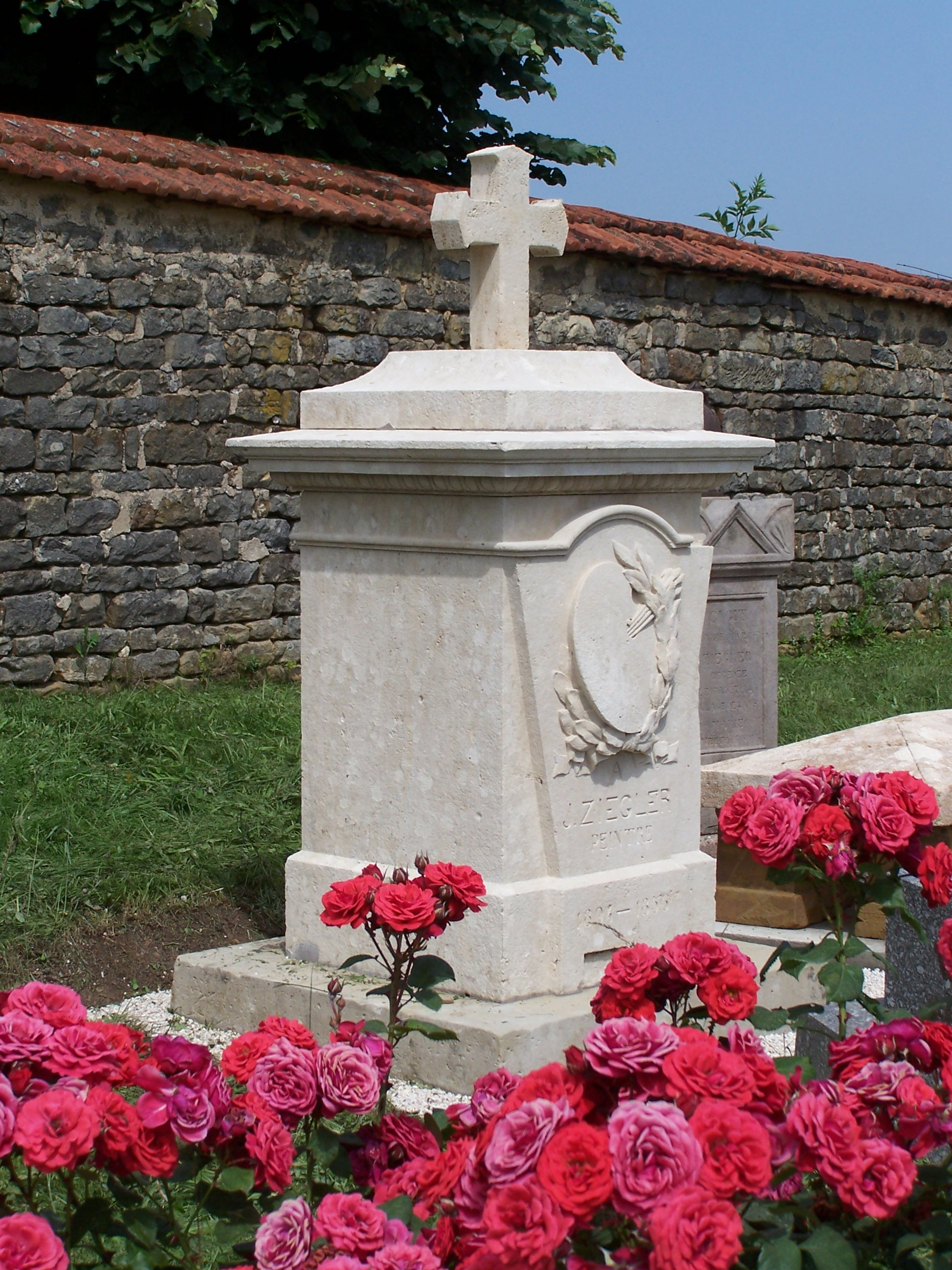
Tombe de Jules Ziegler au cimetière de Soyers

- Tombe de Jules Ziegler au cimetière de SoyersUne stèle, représentant la palette du peintre d'histoire Jules-Claude Ziegler (Langres 1804 - Paris 1856), a été érigée dans le petit cimetière contigu à l'église. Le chef-d'œuvre, qui a placé cet artiste haut-marnais parmi les grands peintres de l'école française, est la monumentale fresque peinte entre 1835 et 1837 dans la coupole de l'église de la Madeleine à Paris et représentant l'Histoire du Christianisme (enlevée à Paul Delaroche, qui devait l'exécuter, elle fut confiée à Ziegler sur décision d'Adolphe Thiers, alors ministre de l'Intérieur)[27]. Ziegler a aussi joué un rôle pionnier dans l'histoire de la céramique française[28],[29]. Inhumé à Soyers auquel il était très attaché, cet enfant du pays a passé son enfance au Prieuré à côté de l'église[30] puis est venu régulièrement dans son domaine au lieu-dit du Romont (hameau de Soyers)[31],[32].
- Sur la place du village se trouve la maison familiale du peintre Ziegler, un ancien prieuré bénédictin agrandi par la famille du peintre au début du XIXe siècle. Le logis prioral arbore une façade du XVIIe siècle(dont les armoiries sculptées au-dessus de la porte d'entrée - "d'azur, au chevron d'or, accompagné en chef de deux merlettes d'argent et en pointe d'une cloche de même" - ont été burinées lors de la Révolution). La porte cochère est le seul vestige des anciens communs, qui abritaient notamment le pressoir et le four banal, ravagés par un incendie en 1911. En face se trouve l'ancienne cure, reconnaissable à la présence d'une croix sur sa façade (le prieur, seigneur du village, nommait à la cure)[1].

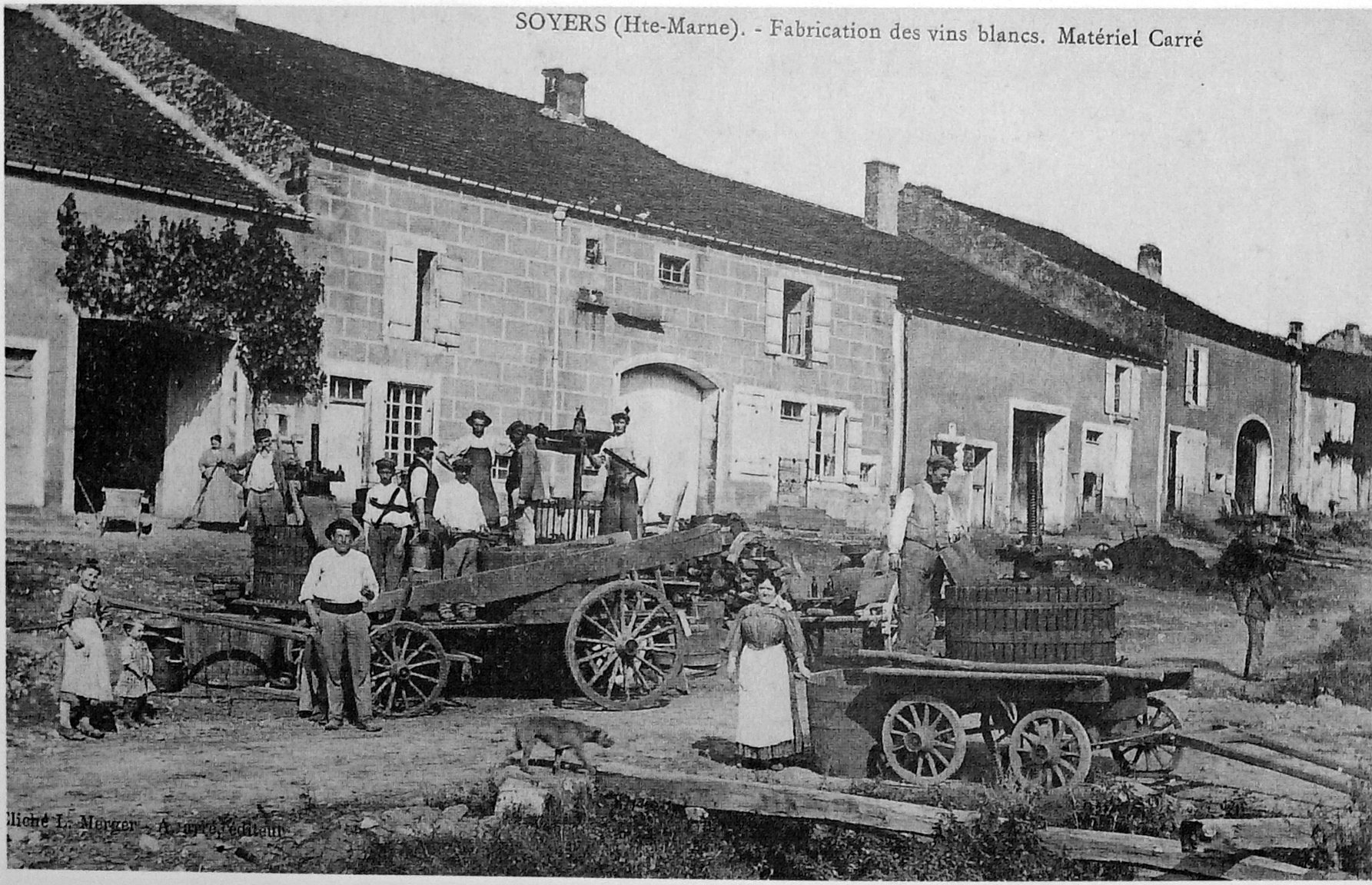
Photo du pressoir servant à la fabrication du vin blanc à Soyers

- Photo du pressoir servant à la fabrication du vin blanc à SoyersSur la place Ziegler, un ancien pressoir à bras témoigne de la présence d'un vignoble important, particulièrement réputé au début du XIXe siècle[21] et malheureusement détruit en grande partie à la suite de l'épidémie de phylloxéra de 1860. On produisait à Soyers un vin blanc mousseux très agréable, qu'on expédiait dans les départements voisins[3].
- On remarquera, par ailleurs, à proximité de la mairie, deux belles demeures bourgeoises du XIXe siècle. Le village, particulièrement fleuri, compte plusieurs fermes à deux rains (logis, grange) ou trois rains (logis, grange et écurie-étable dans le prolongement de la façade principale, comme la ferme isolée des Breulis)[1], ainsi que des maisons de vignerons. À noter aussi, plusieurs croix de village et anciens lavoirs.
- Une mare dite de la Sorcière (autrefois lieu de rassemblement des sorcières) a acquis une certaine notoriété à la suite du procès fait au début du XVIIe siècle à une femme brûlée pour faits de sorcellerie. De là, s'offre un beau point de vue sur les environs (mare aménagée en lieu de pêche). À côté, vestiges d'un ancien moulin à vent répertorié sur la carte de Cassini de 1744[33].

### Personnalités liées à la commune
- Jules-Claude Ziegler (1804-1856), peintre d'histoire (élève d'Ingres aux accents caravagesques), céramiste (fondateur de la manufacture de grès salés de Voisinlieu en Beauvaisis)[34] et photographe-daguerréotype[32]. Ayant passé son enfance au Prieuré de Soyers où il est inhumé (voir la stèle représentant la palette du peintre), il bénéficia de commandes de tableaux historico-religieux de la part du roi Louis-Philippe, notamment pour le nouveau musée historique au château de Versailles. Il s'est illustré avec sa vaste fresque représentant l'Histoire du Christianisme (achevée en 1838) sur la coupole de l'[[église de la Madeleine]] à Paris.
- Jeanne Darlays (1874-1958), fille du neveu du peintre Ziegler née au prieuré de Soyers, cantatrice spécialiste du répertoire de Wagner[35].